# Gaspër Jakova Mërturi
Gaspër Jakova Mërturi (ur. 1870 w Szkodrze, zm. 1941) – albański pedagog, publicysta, jezuita, duchowny katolicki, działacz Albańskiego Przebudzenia Narodowego.

## Życiorys
Należał do zakonu jezuitów. Pełnił również funkcję proboszcza w wioskach w północnej Albanii, z której został jednak usunięty. Wyjechał do Włoch, gdzie po rekrutacji Albańczyków związanych z duchowieństwem pracował w kolegium w San Demetrio Corone, następnie redagował artykuły dla albańskojęzycznych czasopism.
W czerwcu 1904 wraz z Anselmo Lorecchio założył dziennik Agenzia Balcanica ed Italiana o tematyce politycznej i gospodarczej. 15 września tegoż roku Mërturi założył w Rzymie włoskojęzyczny dwutygodnik Laimtari i Shcypenies, którego tematyką była niepodległość Albanii.
W pracy Gramatica della lingua albanese opisał po włosku gramatykę języka albańskiego, skompilował w niej również kilka popularnych albańskich wierszy i pieśni, w tym Kanga e Brahim Pasha z 1572 roku oraz rapsodia Chéto Bashè Muji, jak i autorskie wiersze; w ramach tej pracy opracował także słownik albańsko-włoski.